# Michael Gogl
Michael Gogl (Gmunden, 4 de noviembre de 1993) es un ciclista profesional austriaco que desde 2022 corre para el equipo Alpecin-Deceuninck.

## Palmarés
2014
- 1 etapa del Gran Premio de Sochi

2015
- GP Laguna

2016
- 3.º en el Campeonato de Austria en Ruta

2017
- 3.º en el Campeonato de Austria en Ruta

2019
- 2.º en el Campeonato de Austria en Ruta

2020
- 3.º en el Campeonato de Austria en Ruta

## Resultados en Grandes Vueltas y Campeonatos del Mundo
| Carrera         | Carrera         | 2012 | 2013 | 2014 | 2015 | 2016 | 2017  | 2018  | 2019 | 2020 | 2021 | 2022 | 2023  | 2024 |
| --------------- | --------------- | ---- | ---- | ---- | ---- | ---- | ----- | ----- | ---- | ---- | ---- | ---- | ----- | ---- |
|                 | Giro de Italia  | —    | —    | —    | —    | —    | —     | —     | 97.º | —    | —    | —    | ―     | —    |
|                 | Tour de Francia | —    | —    | —    | —    | —    | 146.º | 113.º | —    | Ab.  | Ab.  | Ab.  | 133.º | —    |
|                 | Vuelta a España | —    | —    | —    | —    | 68.º | —     | —     | —    | —    | —    | —    | ―     | —    |
| Mundial en Ruta | Mundial en Ruta | —    | —    | —    | —    | —    | —     | 45.º  | Ab.  | —    | 54.º | ―    | 35.º  | Ab.  |

—: no participa

Ab.: abandono